# Bouddhisme dans le monde
On estime le nombre de bouddhistes dans le monde (mais le chiffre doit être pris avec prudence) à quelque 623 millions de personnes. En 2015, les bouddhistes représentaient environ 7 % de la population mondiale. Cependant, ce pourcentage pourrait passer à 5 % en 2060, du fait du taux de natalité relativement faible des bouddhistes.
Actuellement, les estimations pourraient toutefois être reconsidérées à la hausse[réf. nécessaire] du fait que :
- de nombreux bouddhistes d'Asie de l'Est ont des croyances mélangées de plusieurs religions (bouddhisme, taoïsme, confucianisme, shinto, religions traditionnelles chinoises, chamanisme, animisme, etc).
- certains gouvernements sont hostiles au bouddhisme ou aux religions en général.

Le bouddhisme est populaire sur le continent asiatique, développé notamment dans les pays d'Asie de l'Est , d’Asie du Sud et d’Asie du Sud-Est. Environ la moitié des bouddhistes vivraient en Chine. Au cours du XXe siècle, on a assisté à une diffusion notable du bouddhisme en Occident. Toutefois, seul environ 1,4 % des bouddhistes vivent dans des pays hors de l'Asie.
Le Bouddhisme originaire d’Inde est présent au Japon, à Taïwan, au Sri Lanka, en Corée du Sud, au Cambodge, à Singapour, au Laos, au Bhoutan et à Hong Kong.

## Aperçu du bouddhisme par région
Pour plus de détails, on se référera aux articles détaillés par pays (liens dans le tableau de statistiques ci-dessous)

### Bouddhisme en Asie
- Bouddhisme en Birmanie : on recense environ 100 000 moines birmans. La pratique bouddhique coexiste avec le culte des Nats.
- Bouddhisme au Cambodge : depuis 1993, le bouddhisme est religion d'État ; le Cambodge ne compte cependant que 30 000 moines.
- Bouddhisme en Corée : le Jogye monastique est dominant. Ceux qui veulent devenir moines doivent d'abord achever leurs études secondaires.
- Bouddhisme en Chine : le bouddhisme chinois, mahayana, est fortement marqué par la dévotion aux bouddhas et bodhisattvas.
- Bouddhisme en Inde : le bouddhisme, qui avait disparu vers le Xe siècle, y renaît de plusieurs façons, notamment sous la forme de la pratique de vipassanā, et grâce au mouvement de conversion en masse de dalits (ex-intouchables), initié en 1956 par B. R. Ambedkar et qui se poursuit de nos jours (voir mouvement bouddhiste dalit).
- Bouddhisme au Japon : les plus anciens courants sont implantés depuis le VIIe siècle à Nara, où sont apparues les Six Ecoles. Il existe aujourd'hui des obédiences dominantes, qui rassemblent la majorité des bouddhistes japonais, comme l'école Tendai, le Shingon, la Terre Pure (Jôdo Shû) et Nichiren. Des sectes néo-bouddhiques, souvent inspirées par le Sûtra du Lotus, se sont développées après 1945, parmi lesquelles la Rissho Kosei-kai, la Reiyukai, la Soka Gakkai, et d'autres d'inspiration tantrique comme la Shinnyo-En. Ces mouvements, laïques et militants, ont occasionné de nombreuses controverses, et restent minoritaires par rapport aux courants historiques du bouddhisme japonais. Le zen  est représenté par les écoles dites Soto, Rinzai ou Obaku, et l'ère contemporaine connaît des maîtres zen d'importance, comme Daiun Harada ou Kōdō Sawaki. Certains de leurs disciples comme Taisen Deshimaru créent des sanghas importants en Occident.
- Bouddhisme au Laos : le gouvernement impose au sangha de soutenir le régime. Le bouddhisme coexiste avec l'animisme, basé sur les esprits Phi et Khouans.
- Bouddhisme en Mongolie : les bouddhistes mongols sont très majoritairement gelugpa.
- Bouddhisme au Népal: le bouddhisme faiblit (tandis que l'hindouisme gagne du terrain) ; on compte encore un peu moins de 400 temples. Dans le bouddhisme des Newars, les moines se marient.
- Bouddhisme au Sri Lanka : on compte environ 20 000 moines. Depuis les élections de 1956, le sangha theravadin tend à s'unir pour lutter contre les influences conjointes des chrétiens et des tamouls. Les moines jouent un rôle essentiel dans la société cinghalaise, et certains préfèrent vivre en ermites.
- Bouddhisme en Thaïlande : la Thaïlande compte 200 000 - 300 000 moines. Beaucoup d'hommes laïques deviennent moines au moins une courte période dans leur vie, avant le mariage. Le bouddhisme theravāda fait partie intégrante de l'identité culturelle thaïe, et ses pratiquants sont parmi les plus assidus dans le monde. D'après un recensement de 2000, 94,6 % de la population thaïlandaise se définit comme étant bouddhiste de tradition Theravada.
- Bouddhisme tibétain : lors de la révolution culturelle, 95 % des monastères furent détruits. On distingue cinq écoles du bouddhisme tibétain: Bön, Nyingmapa, les Kagyüpa, les Gelugpa et l'école Sakyapa.

### Bouddhisme en Occident

Drapeau bouddhique

Après avoir été étudié au XIXe siècle dans les milieux érudits, le bouddhisme gagne en importance en Occident (et l'on parle parfois à ce propos de néo-bouddhisme), notamment à partir de la seconde moitié du XXe siècle ; ceci du fait de son implantation dans plusieurs pays européens et aux États-Unis, grâce d'une part à la venue de maîtres, en particulier de la tradition zen et de celle du bouddhisme tibétain, cette dernière étant associée à la personnalité du 14e dalaï-lama, Tenzin Gyatso; d'autre part, du fait des communautés d'immigrés issues de pays bouddhistes.

### Bouddhisme en Afrique
- Bouddhisme en Afrique (en)

### Bouddhisme en Amérique du Sud
- Bouddhisme en Afrique du Sud (en)

### Bouddhisme en Océanie
Bouddhisme en Océanie (en)
Par sa position proche des grands pays asiatiques de tradition bouddhique, l'Australie connaît une forte progression du bouddhisme au sein de sa population d'origine européenne (cf. Bouddhisme en Australie)[réf. souhaitée]

## Tableau de statistiques
| Région             | Pays/territoire                                | Population (2005E) | % de bouddhistes             | Bouddhistes (total)                   |
| ------------------ | ---------------------------------------------- | ------------------ | ---------------------------- | ------------------------------------- |
| Asie centrale      | Bouddhisme en Afghanistan                      | 31 889 923         | 0,2 % (approx)               | 63 780                                |
| Afrique australe   | Bouddhisme en Afrique du sud                   | 44 344 136         | 0,1 %                        | 44 344                                |
| Balkans            | Bouddhisme en Albanie                          | 3 563 112          | n/a                          | n/a                                   |
| Afrique du Nord    | Bouddhisme en Algérie                          | 32 531 853         | n/a                          | n/a                                   |
| Europe de l'Ouest  | Bouddhisme en Allemagne                        | 82 400 996         | 0,3 %                        | 247 203                               |
| Afrique australe   | Bouddhisme en Angola                           | 11 190 786         | n/a                          | n/a                                   |
| Moyen-Orient       | Bouddhisme en Arabie saoudite                  | 27 601 038         | 1,5 %                        | 414 016                               |
| Amérique du Sud    | Bouddhisme en Argentine                        | 40 301 927         | 0,1 %                        | 40 302                                |
| Moyen-Orient       | Bouddhisme en Arménie                          | 2 982 904          | n/a                          | n/a                                   |
| Océanie            | Bouddhisme en Australie                        | 20 434 176         | 2,1 %                        | 429 118                               |
| Europe centrale    | Bouddhisme en Autriche                         | 8 199 783          | 0,130 %                      | 10 660                                |
| Moyen-Orient       | Bouddhisme en Azerbaïdjan                      | 7 911 974          | n/a                          | n/a                                   |
| Moyen-Orient       | Bouddhisme au Bahreïn                          | 708 573            | 1 %                          | 7 086                                 |
| Asie du Sud        | Bouddhisme au Bangladesh                       | 150 448 339        | 0,7 %                        | 1 053 138                             |
| Europe de l'Ouest  | Bouddhisme en Belgique                         | 10 392 226         | 0,3 %                        | 31 177                                |
| Amérique centrale  | Bouddhisme au Belize                           | 294 385            | 0,35 %                       | 1 030                                 |
| Afrique de l'Ouest | Bouddhisme au Bénin                            | 7 460 025          | n/a                          | n/a                                   |
| Asie du Sud        | Bouddhisme au Bhoutan                          | 2 232 291          | 74 %                         | 1 651 895                             |
| Europe de l'Est    | Bouddhisme en Biélorussie                      | 10 300 483         | n/a                          | n/a                                   |
| Asie du Sud-Est    | Bouddhisme en Birmanie                         | 47 373 958         | 90 %                         | 42 636 562                            |
| Amérique du Sud    | Bouddhisme en Bolivie                          | 9 119 152          | 0,26 %                       | 23 710                                |
| Balkans            | Bouddhisme en Bosnie-Herzégovine               | 4 552 198          | 0,01 %                       | 455                                   |
| Afrique australe   | Bouddhisme au Botswana                         | 1 640 115          | n/a                          | n/a                                   |
| Amérique du Sud    | Bouddhisme au Brésil                           | 190 010 647        | 0,130 %                      | 247 014                               |
| Asie du Sud-Est    | Bouddhisme à Brunei                            | 374 577            | 14,4 %                       | 53 939                                |
| Balkans            | Bouddhisme en Bulgarie                         | 7 450 349          | n/a                          | n/a                                   |
| Afrique de l'ouest | Bouddhisme au Burkina Faso                     | 13 925 313         | n/a                          | n/a                                   |
| Afrique centrale   | Bouddhisme au Burundi                          | 6 370 609          | n/a                          | n/a                                   |
| Asie du Sud        | Bouddhisme au Cambodge                         | 13 995 904         | 95 %                         | 13 296 109                            |
| Afrique de l'ouest | Bouddhisme au Cameroun                         | 16 380 005         | n/a                          | n/a                                   |
| Amérique du Nord   | Bouddhisme au Canada                           | 33 390 141         | 0,8 % - 3,6 %                | n/a - 1 202 045                       |
| Afrique centrale   | Bouddhisme en République centrafricaine        | 3 799 897          | n/a                          | n/a                                   |
| Amérique du Sud    | Bouddhisme au Chili                            | 16 284 741         | 0,04 %                       | 6 514                                 |
| Asie de l'est      | Bouddhisme en Chine                            | 1 321 851 888      | 8 % - 18,2 %                 | 105 748 151 - n/a                     |
| Moyen-Orient       | Bouddhisme à Chypre                            | 788 457            | 1 %                          | 7 885                                 |
| Amérique du Sud    | Bouddhisme en Colombie                         | 44 379 598         | 0,01 %                       | 4 438                                 |
| Afrique de l'est   | Bouddhisme aux Comores                         | 671 247            | n/a                          | n/a                                   |
| Afrique centrale   | Bouddhisme en République du Congo              | 3 039 126          | n/a                          | n/a                                   |
| Afrique centrale   | Bouddhisme en République démocratique du Congo | 60 085 004         | n/a                          | n/a                                   |
| Amérique centrale  | Bouddhisme au Costa Rica                       | 4 133 884          | 2,34 %                       | 96 733                                |
| Balkans            | Bouddhisme en Croatie                          | 4 493 312          | 0,03 %                       | 1 348                                 |
| Amérique du Nord   | Bouddhisme à Cuba                              | 11 394 043         | 0,25 %                       | 28 485                                |
| Asie de l'est      | Bouddhisme en Corée du Nord                    | 23 301 725         | 64,5 % (approx)              | 15 029 613                            |
| Asie de l'est      | Bouddhisme en Corée du Sud                     | 49 044 790         | 23,3 % - 50 %                | 11 427 436 - 24 522 395               |
| Afrique de l'ouest | Bouddhisme en Côte d'Ivoire                    | 18 013 409         | 0,06 %                       | 10 808                                |
| Europe de l'Ouest  | Bouddhisme au Danemark                         | 5 468 120          | 0,1 %                        | 5 468                                 |
| Afrique de l'Est   | Bouddhisme à Djibouti                          | 476 703            | n/a                          | n/a                                   |
| Caraïbes           | Bouddhisme en République dominicaine           | 9 365 818          | 0,1 %                        | 9 366                                 |
| Afrique du Nord    | Bouddhisme en Égypte                           | 77 505 756         | n/a                          | n/a                                   |
| Moyen-Orient       | Bouddhisme aux Émirats arabes unis             | 4 444 011          | 5 %                          | 222 201                               |
| Amérique du Sud    | Bouddhisme en Équateur                         | 13 755 680         | 0,2 %                        | 27 511                                |
| Afrique de l'est   | Bouddhisme en Érythrée                         | 4 561 599          | n/a                          | n/a                                   |
| Europe de l'Ouest  | Bouddhisme en Espagne                          | 40 341 462         | n/a                          | n/a                                   |
| Europe de l'Est    | Bouddhisme en Estonie                          | 1 332 893          | n/a                          | n/a                                   |
| Amérique du Nord   | Bouddhisme aux États-Unis                      | 301 139 947        | 1,2 %                        | 3 613 679                             |
| Afrique de l'est   | Bouddhisme en Éthiopie                         | 73 053 286         | n/a                          | n/a                                   |
| Océanie            | Bouddhisme aux Fidji                           | 918 675            | 1 %                          | 9 187                                 |
| Europe de l'Ouest  | Bouddhisme en Finlande                         | 5 238 460          | 0,1 %                        | 5 238                                 |
| Europe de l'Ouest  | Bouddhisme en France                           | 63 718 187         | 0,5 %                        | 318 591                               |
| Afrique de l'ouest | Bouddhisme au Gabon                            | 1 389 201          | n/a                          | n/a                                   |
| Afrique de l'ouest | Bouddhisme en Gambie                           | 1 593 256          | n/a                          | n/a                                   |
| Europe de l'Est    | Bouddhisme en Géorgie                          | 4 677 401          | n/a                          | n/a                                   |
| Afrique de l'ouest | Bouddhisme au Ghana                            | 22 931 299         | 0,05 %                       | 11 466                                |
| Balkans            | Bouddhisme en Grèce                            | 10 706 290         | 0,1 % (approx)               | 10 706                                |
| Caraïbes           | Bouddhisme à Grenade                           | 89 502             | n/a                          | n/a                                   |
| Amérique centrale  | Bouddhisme au Guatemala                        | 14 655 189         | n/a                          | n/a                                   |
| Afrique de l'ouest | Bouddhisme en Guinée                           | 9 467 866          | n/a                          | n/a                                   |
| Afrique de l'ouest | Bouddhisme en Guinée-Bissau                    | 1 416 027          | n/a                          | n/a                                   |
| Amérique du Sud    | Bouddhisme au Guyana                           | 769 095            | 0,25 %                       | 1 923                                 |
| Caraïbes           | Bouddhisme en Haïti                            | 8 121 622          | n/a                          | n/a                                   |
| Amérique centrale  | Bouddhisme au Honduras                         | 6 975 204          | n/a                          | n/a                                   |
| Europe centrale    | Bouddhisme en Hongrie                          | 10 006 835         | n/a                          | n/a                                   |
| Asie               | Bouddhisme à Hong Kong                         | 6 980 412          | 90 %                         | 6 282 371                             |
| Asie du Sud        | Bouddhisme en Inde                             | 1 129 866 154      | 0,8 %,                       | 9 038 929                             |
| Asie du Sud-Est    | Bouddhisme en Indonésie                        | 234 693 997        | 1 %                          | 2 346 940                             |
| Moyen-Orient       | Bouddhisme en Iran                             | 68 017 860         | n/a                          | n/a                                   |
| Moyen-Orient       | Bouddhisme en Irak                             | 26 074 906         | n/a                          | n/a                                   |
| Europe de l'Ouest  | Bouddhisme en Irlande                          | 4 109 086          | 0,2 %                        | 8 218                                 |
| Europe de l'Ouest  | Bouddhisme en Islande                          | 296 737            | n/a                          | n/a                                   |
| Moyen-Orient       | Bouddhisme en Israël                           | 6 426 679          | 0,1 %                        | 6 426                                 |
| Europe de l'Ouest  | Bouddhisme en Italie                           | 58 147 733         | 0,2 % ,                      | 116 295                               |
| Caraïbes           | Bouddhisme en Jamaïque                         | 2 731 832          | n/a                          | n/a                                   |
| Asie de l'est      | Bouddhisme au Japon                            | 127 433 494        | 44 %                         | 56 070 737                            |
| Moyen-Orient       | Bouddhisme en Jordanie                         | 5 759 732          | n/a                          | n/a                                   |
| Asie centrale      | Bouddhisme au Kazakhstan                       | 15 284 929         | 0,55 %                       | 84 067                                |
| Afrique de l'est   | Bouddhisme au Kenya                            | 33 829 590         | n/a                          | n/a                                   |
| Asie centrale      | Bouddhisme au Kirghizistan                     | 5 146 281          | n/a                          | n/a                                   |
| Moyen-Orient       | Bouddhisme au Koweït                           | 2 505 559          | 4 %                          | 100 222                               |
| Asie du Sud-Est    | Bouddhisme au Laos                             | 6 521 998          | 96 %                         | 6 261 118                             |
| Afrique australe   | Bouddhisme au Lesotho                          | 1 867 035          | n/a                          | n/a                                   |
| Europe de l'Est    | Bouddhisme en Lettonie                         | 2 290 237          | n/a                          | n/a                                   |
| Moyen-Orient       | Bouddhisme au Liban                            | 3 826 018          | n/a                          | n/a                                   |
| Afrique de l'ouest | Bouddhisme au Liberia                          | 3 482 211          | n/a                          | n/a                                   |
| Afrique du Nord    | Bouddhisme en Libye                            | 6 036 914          | 0,3 %                        | 18 120                                |
| Europe de l'Est    | Bouddhisme en Lituanie                         | 3 596 617          | n/a                          | n/a                                   |
| Europe de l'Ouest  | Bouddhisme au Luxembourg                       | 468 571            | n/a                          | n/a                                   |
| Asie               | Bouddhisme à Macao                             | 456 989            | 85 % (appox)                 | 388 441                               |
| Balkans            | Bouddhisme en Macédoine                        | 2 045 262          | n/a                          | n/a                                   |
| Afrique australe   | Bouddhisme à Madagascar                        | 18 040 341         | n/a                          | n/a                                   |
| Afrique australe   | Bouddhisme au Malawi                           | 12 158 924         | n/a                          | n/a                                   |
| Asie du Sud-Est    | Bouddhisme en Malaisie                         | 24 821 286         | 22 %                         | 5 460 683                             |
| Asie du Sud        | Bouddhisme aux Maldives                        | 369 031            | 0,45 %                       | 1 661                                 |
| Afrique de l'Ouest | Bouddhisme au Mali                             | 12 291 529         | n/a                          | n/a                                   |
| Afrique australe   | Bouddhisme à Maurice                           | 1 230 602          | 0,3 %                        | 3 691                                 |
| Afrique du Nord    | Bouddhisme au Maroc                            | 32 725 847         | n/a                          | n/a                                   |
| Afrique du Nord    | Bouddhisme en Mauritanie                       | 1 250 882          | 2,5 %                        | 31 272                                |
| Amérique du Nord   | Bouddhisme au Mexique                          | 108 700 891        | 0,1 % (approx)               | 108 701                               |
| Europe de l'Est    | Bouddhisme en Moldavie                         | 4 455 421          | n/a                          | n/a                                   |
| Asie centrale      | Bouddhisme en Mongolie                         | 2 951 786          | 50 % - 94 %                  | 1 475 893 - 2 774 679                 |
| Afrique australe   | Bouddhisme au Mozambique                       | 19 406 703         | n/a                          | n/a                                   |
| Afrique australe   | Bouddhisme en Namibie                          | 2 030 692          | n/a                          | n/a                                   |
| Asie du Sud        | Bouddhisme au Népal                            | 28 901 790         | 11 %                         | 3 179 197                             |
| Amérique centrale  | Bouddhisme au Nicaragua                        | 5 465 100          | 0,1 %                        | 5 465                                 |
| Afrique de l'Ouest | Bouddhisme au Niger                            | 11 665 937         | n/a                          | n/a                                   |
| Afrique de l'Ouest | Bouddhisme au Nigeria                          | 128 771 988        | n/a                          | n/a                                   |
| Europe de l'Ouest  | Bouddhisme en Norvège                          | 4 627 926          | 0,42 %                       | 19 437                                |
| Océanie            | Bouddhisme en Nouvelle-Zélande                 | 4 115 771          | 1,2 %                        | 49 389                                |
| Moyen-Orient       | Bouddhisme à Oman                              | 3 204 897          | 1 %                          | 32 049                                |
| Afrique de l'est   | Bouddhisme en Ouganda                          | 27 269 482         | n/a                          | n/a                                   |
| Asie centrale      | Bouddhisme en Ouzbékistan                      | 26 851 195         | 0,2 %                        | 53 702                                |
| Asie du Sud        | Bouddhisme au Pakistan                         | 164 741 924        | 0,1 %                        | 164 742                               |
| Moyen-Orient       | Bouddhisme en Palestine                        | 3 761 904          | n/a                          | n/a                                   |
| Amérique centrale  | Bouddhisme au Panama                           | 3 242 173          | 2,1 %                        | 68 086                                |
| Océanie            | Bouddhisme en Papouasie-Nouvelle-Guinée        | 5 545 268          | 0,2 %                        | 11 090                                |
| Amérique du Sud    | Bouddhisme au Paraguay                         | 6 669 086          | 0,5 %                        | 33 345                                |
| Europe de l'Ouest  | Bouddhisme aux Pays-Bas                        | 16 570 613         | 0,105 % - 1 %                | 17 399 - 165 706                      |
| Amérique du Sud    | Bouddhisme au Pérou                            | 28 674 757         | 0,31 %                       | 88 892                                |
| Asie du Sud-Est    | Bouddhisme aux Philippines                     | 91 077 287         | 2,5 %                        | 2 276 932                             |
| Europe centrale    | Bouddhisme en Pologne                          | 38 635 144         | n/a                          | n/a                                   |
| Caraïbes           | Bouddhisme à Porto Rico                        | 3 916 632          | n/a                          | n/a                                   |
| Europe de l'Ouest  | Bouddhisme au Portugal                         | 10 642 836         | 0,03 %                       | 3 193                                 |
| Moyen-Orient       | Bouddhisme au Qatar                            | 907 229            | 5 % (approx)                 | 45 361                                |
| Europe centrale    | Bouddhisme en République tchèque               | 10 228 744         | 0,5 %                        | 51 144                                |
| Balkans            | Bouddhisme en Roumanie                         | 22 329 977         | n/a                          | n/a                                   |
| Europe de l'Ouest  | Bouddhisme au Royaume-Uni                      | 60 776 238         | 0,4 %                        | 243 105                               |
| Europe de l'Est    | Bouddhisme en Russie                           | 141 377 752        | 0,75 % - 1,1 % - 1,45 %      | 1 060 333 - 1 555 155 - 2 049 977     |
| Afrique de l'est   | Bouddhisme au Rwanda                           | 8 440 820          | n/a                          | n/a                                   |
| Amérique centrale  | Bouddhisme au Salvador                         | 6 704 932          | n/a                          | n/a                                   |
| Afrique du Nord    | Bouddhisme au Sahara occidental                | 273 008            | n/a                          | n/a                                   |
| Afrique de l'Ouest | Bouddhisme au Sénégal                          | 11 126 832         | n/a                          | n/a                                   |
| Balkans            | Bouddhisme en Serbie-et-Monténégro             | 10 829 175         | n/a                          | n/a                                   |
| Afrique de l'est   | Bouddhisme aux Seychelles                      | 81 188             | n/a                          | n/a                                   |
| Afrique de l'Ouest | Bouddhisme en Sierra Leone                     | 6 017 643          | n/a                          | n/a                                   |
| Asie du Sud-Est    | Bouddhisme à Singapour                         | 4 553 009          | 51 % - 61,1 %                | 2 322 035 - 2 781 888                 |
| Europe centrale    | Bouddhisme en Slovaquie                        | 5 431 363          | n/a                          | n/a                                   |
| Europe centrale    | Bouddhisme en Slovénie                         | 2 011 070          | n/a                          | n/a                                   |
| Afrique de l'est   | Bouddhisme en Somalie                          | 8 591 629          | n/a                          | n/a                                   |
| Asie du Sud        | Bouddhisme au Sri Lanka                        | 20 926 315         | 70 %                         | 14 648 421                            |
| Afrique            | Bouddhisme au Soudan                           | 40 187 486         | n/a                          | n/a                                   |
| Europe du Nord     | Bouddhisme en Suède                            | 9 001 774          | 0,2 %                        | 15 000                                |
| Europe de l'Ouest  | Bouddhisme en Suisse                           | 7 554 661          | 0,29 %                       | 21 909                                |
| Amérique du Sud    | Bouddhisme au Suriname                         | 438 144            | n/a                          | n/a                                   |
| Afrique australe   | Bouddhisme au Swaziland                        | 1 173 900          | n/a                          | n/a                                   |
| Moyen-Orient       | Bouddhisme en Syrie                            | 18 448 752         | n/a                          | n/a                                   |
| Asie centrale      | Bouddhisme au Tadjikistan                      | 7 163 506          | 0,1 %                        | 7 163                                 |
| Asie de l'Est      | Bouddhisme à Taïwan                            | 22 858 872         | 35 % - 75 % - 93 %           | 8 000 605 - 17 144 154 - 21 258 751   |
| Afrique de l'est   | Bouddhisme en Tanzanie                         | 36 766 356         | 0,1 %                        | 36 766                                |
| Afrique centrale   | Bouddhisme au Tchad                            | 9 826 419          | n/a                          | n/a                                   |
| Asie du Sud-Est    | Bouddhisme en Thaïlande                        | 65 068 149         | 95 %                         | 61 814 742                            |
| Asie du Sud-Est    | Bouddhisme en Timor oriental                   | 1 040 880          | n/a                          | n/a                                   |
| Afrique de l'Ouest | Bouddhisme au Togo                             | 5 681 519          | n/a                          | n/a                                   |
| Amérique centrale  | Bouddhisme à Trinité-et-Tobago                 | 1 088 644          | 0,3 %                        | 3 265                                 |
| Afrique du Nord    | Bouddhisme en Tunisie                          | 10 074 951         | n/a                          | n/a                                   |
| Asie centrale      | Bouddhisme au Turkménistan                     | 4 952 081          | n/a                          | n/a                                   |
| Balkans            | Bouddhisme en Turquie                          | 69 660 559         | 0,1 %                        | 69 660                                |
| Europe de l'Est    | Bouddhisme en Ukraine                          | 47 425 336         | n/a                          | n/a                                   |
| Amérique du Sud    | Bouddhisme en Uruguay                          | 3 460 607          | 0,1 %                        | 3 461                                 |
| Amérique du Sud    | Bouddhisme au Venezuela                        | 25 375 281         | 0,1 %                        | 25 375                                |
| Asie du Sud-Est    | Bouddhisme au Viêt Nam                         | 85 262 356         | 16 % - >50 % - 85 % (approx) | 13 641 977 - >42 631 178 - 72 473 003 |
| Moyen-Orient       | Bouddhisme au Yémen                            | 20 727 063         | n/a                          | n/a                                   |
| Afrique australe   | Bouddhisme en Zambie                           | 11 261 795         | n/a                          | n/a                                   |
| Afrique australe   | Bouddhisme au Zimbabwe                         | 12 746 990         | n/a                          | n/a                                   |
| Total              | Total                                          | 6 430 856 221      | 6,457 %                      | 415 266 727                           |